# 四褐山街道
四褐山街道，因其境内有褐山为名，是中华人民共和国安徽省芜湖市鸠江区下辖的一个乡镇级行政单位。

## 行政区划
四褐山街道下辖以下地区：
管山社区、四湾社区、四山社区和曹姑社区。